# Hildegard Reitz
Hildegard Reitz  (* 25. August 1930 in Düsseldorf; † 11. September 2019 in Aachen) war eine deutsche Kunsthistorikerin und Rektorin der Fachhochschule Aachen.

## Leben und Wirken
Reitz, Tochter des Stadtoberinspektors Arthur Reitz und seiner Frau Martha (geb. Kellings), besuchte die Grund- und Oberschule. 1951 legte sie die Reifeprüfung an der Goethe-Schule in Düsseldorf ab. Im Sommersemester 1951 begann sie ein Studium an der Philosophischen Fakultät der Universität zu Köln, wo sie Kunstgeschichte, mittlere und neuere Geschichte, Archäologie, neuere Germanische Philologie sowie Philosophie studierte. Als Examensfächer wählte sie Kunstgeschichte, neuere Germanische Philologie und mittlere und neuere Geschichte. Bereits während ihrer Studienzeit nutzte sie die Möglichkeit, sich praktische Kenntnisse in der Museumsarbeit an den Städtischen Kunstsammlungen zu Düsseldorf, am Düsseldorfer Städtischen Goethe-Museum und in der Anton- und Katharina-Kippenberg-Stiftung anzueignen. Am 27. Februar 1958 schloss sie ihr Studium an der Universität zu Köln durch Promotion ab. 
Im Jahr 1959 übernahm Reitz eine Dozentenstelle im Fach Kunstgeschichte an der ehemaligen Werkkunstschule Aachen und vier Jahre später die stellvertretende Leitung der Schule. Später setzte sie sich maßgeblich dafür ein, dass im Zuge der Neugründung der Fachhochschule Aachen im Jahr 1971 die Werkkunstschule als Fachbereich Design mit ihrem vollen inhaltlichen Spektrum der Studienangebote in die Fachhochschule integriert wurde. Mit der Neugründung übernahm Reitz das Amt der Dekanin des Fachbereichs Design, bis sie 1980 zur Prorektorin für Studium und Lehre an der FH Aachen gewählt wurde. Anschließend leitete sie von 1984 bis 1987 in der Nachfolge von Helmut Strehl die Fachhochschule als Rektorin und war damit die erste Frau an der Spitze einer deutschen Hochschule. Ferner übernahm sie von 1986 bis 1987 den Vorsitz der Landesrektorenkonferenz der Fachhochschulen.
Als Rektorin der FH Aachen setzte sie sich zusammen mit dem Präsidenten der Handwerkskammer Aachen, Anton Immendorf, maßgeblich für die Gründung der Akademie für Handwerksdesign im Jahr 1985 ein, die ab 1994 ihren Sitz auf dem denkmalgeschützten Gut Rosenberg im Aachener Ortsteil Horbach einrichten konnte. Später übernahm sie zudem die Studienleitung der Akademie und wurde für ihr Engagement am 11. April 1996 mit der Ehrennadel des Westdeutschen Handwerkertages ausgezeichnet.
Darüber hinaus wurde die in der Kommunalpolitik engagierte Kunsthistorikerin am 26. November 1986 zur Kulturdezernentin der Stadt Aachen gewählt, sie bekleidete dieses Amt bis zum 31. August 1992. In dieser Zeit gehörte Reitz zu den Mitbegründern des am 18. November 1987 gegründeten gemeinnützigen Vereins Ars Scribendi, der sich für die Förderung der Literatur- und Schriftkunst einsetzt und sich zu einer der größten Kalligrafievereinigungen in Deutschland entwickelte. Sie leitete den Verein als erste Vorsitzende bis 1990, aus persönlichen Gründen trat sie nicht mehr zur Wiederwahl an.
Im Jahr 1992 folgte sie einem Ruf von Helmut Strehl, der zwischenzeitlich in Köthen die Hochschule Anhalt und hier im Besonderen den Standort Dessau-Roßlau aufgebaut hatte, und übernahm in Dessau bis zu ihrer Pensionierung den neuen Fachbereich Design.
Für ihre Verdienste wurde Reitz im Jahr 1995 mit dem Verdienstorden des Landes Nordrhein-Westfalen ausgezeichnet.

## Schriften (Auswahl)
- Die Illustrationen der "Kölner Bibel", Dissertation, Triltsche, Köln 1959
- Die Ikonographie der Propheten in der mittelalterlichen Kunst, Werkkunstschule Aachen 1960
- Das Bild Johannes in der Einöde von Geertgen tot Sint Jans, Werkkunstschule Aachen 1961
- Akademie für Gestaltende Handwerke der Handwerkskammer Aachen : ein Bericht über ein Modellprojekt von 1985 bis 1990, Handwerkskammer Aachen 1991